# ميلاد محمدي
ميلاد محمدي كشمرزي ((بالفارسية: میلاد محمدی‏)؛ مواليد 29 سبتمبر 1993 في طهران) هو لاعب كرة قدم إيراني يلعب مع تيريك غروزني في الدوري الروسي الممتاز كقلب دفاع أو جناح. مثّل منتخب إيران لكرة القدم. بدأ ميلاد محمدي مسيرته الرياضية عام 2014.

## روابط خارجية
- ميلاد محمدي على موقع الاتحاد الدولي (مؤرشف)  (الإنجليزية)
- ميلاد محمدي على موقع الاتحاد الأوربي (الإنجليزية)
- ميلاد محمدي على موقع قاعدة بيانات كرة القدم.إي يو (الإنجليزية)
- ميلاد محمدي على موقع ناشيونال فوتبول تيمز (الإنجليزية)
- ميلاد محمدي على موقع Soccerway.com (الإنجليزية)
- ميلاد محمدي على موقع عالم كرة القدم.نت (الإنجليزية)